# Лорето-ди-Казинка
Лорето-ди-Казинка (фр. Loreto-di-Casinca, корс. Loretu di Casinca) — коммуна во Франции, находится в регионе Корсика. Департамент коммуны — Верхняя Корсика. Входит в состав кантона Казинка-Фумальто. Округ коммуны — Бастия.
Код INSEE коммуны — 2B145.

## Население
Население коммуны на 2008 год составляло 251 человек.
| 1962 | 1968 | 1975 | 1982 | 1990 | 1999 | 2008 |
| ---- | ---- | ---- | ---- | ---- | ---- | ---- |
| 428  | 430  | 255  | 213  | 225  | 234  | 251  |

## Экономика
В 2007 году среди 135 человек в трудоспособном возрасте (15—64 лет) 89 были экономически активными, 46 — неактивными (показатель активности — 65,9 %, в 1999 году было 52,7 %). Из 89 активных работали 77 человек (52 мужчины и 25 женщин), безработных было 12 (6 мужчин и 6 женщин). Среди 46 неактивных 6 человек были учениками или студентами, 13 — пенсионерами, 27 были неактивными по другим причинам.